# TT Isla de Man de 1966
El TT Isla de Man de 1966 fue la décima prueba de la temporada 1966 del Campeonato Mundial de Motociclismo. El Gran Premio se disputó del 28 de agosto al 4 de septiembre de 1966 en el circuito de Snaefell Mountain Course.

## Resultados TT Senior 500cc
El campeonato mundial de 500cc todavía estaba abierto. Giacomo Agostini tenía 34 puntos netos pero Mike Hailwood pudo anotar 38 puntos en dos victorias. En el Senior TT, Agostini, a quien se le permitió comenzar 20 segundos después de Hailwood, comenzó enérgicamente. En Ballacraine tenía una ventaja de 2 segundos, pero a la mitad de la primera ronda, Hailwood había cambiado la situación y al final de esa vuelta ya tenía 6.2 segundos de ventaja. Agostini se rindió bastante rápido y cuando comenzó a llover, su ritmo por vuelta se fue por completo. Al final de la carrera, Mike Hailwood estaba dos minutos y medio por delante de Agostini. El tercero fue Chris Conn (Norton). Agostini no avanzó y seguía a 34 puntos de Hailwood. Si el británico ganaba en Italia se convertiría en campeón mundial.
| Pos.    | Piloto            | Equipo             | Tiempo    | Pts. |
| ------- | ----------------- | ------------------ | --------- | ---- |
| 1       | Mike Hailwood     | Honda              | 2:11"44'8 | 8    |
| 2       | Giacomo Agostini  | MV Agusta          | 2:14"22'6 | 6    |
| 3       | Chris Conn        | Norton             | 2:22"26'8 | 4    |
| 4       | John Blanchard    | Seeley-Matchless   | 2:22"58'0 | 3    |
| 5       | Ron Chandler      | Matchless          | 2:24"20'4 | 2    |
| 6       | František Šťastný | Jawa-ČZ            | 2:24"36'0 | 1    |
| 7       | Peter Williams    | Matchless          | 2:25"05'8 |      |
| 8       | Jack Findlay      | McIntyre-Matchless | 2:25"54'0 |      |
| 9       | Billy McCosh      | Matchless          | 2:27"36'2 |      |
| 10      | Malcolm Stanton   | Norton             | 2:27"40'0 |      |
| 11      | Kel Carruthers    | Norton             | 2:27"54'6 |      |
| 12      | Fred Stevens      | Métisse-Matchless  | 2:29"50'0 |      |
| 13      | George Fogarty    | Matchless          | 2:30"05'8 |      |
| 14      | Roly Capner       | Matchless          | 2:30"36'6 |      |
| 15      | Charlie Sanby     | Norton             | 2:31"41'2 |      |
| 16      | Billy Anderson    | Matchless          | 2:32"15'4 |      |
| 17      | Neville Landrebe  | Matchless          | 2:33"46'8 |      |
| 18      | Maurice Hawthorne | Norton             | 2:35"15'6 |      |
| 19      | Dan Shorey        | Norton             | 2:35"34'6 |      |
| 20      | David Lloyd       | Norton             | 2:35"43'4 |      |
| Ret     | Eduard Lenz       | Matchless          | Ret       |      |
| Ret     | Jack Ahearn       | Norton             | Ret       |      |
| Ret     | Selwyn Griffiths  | Matchless          | Ret       |      |
| Ret     | John Dodds        | Norton             | Ret       |      |
| Ret     | Mike Duff         | Matchless          | Ret       |      |
| Ret     | Bill Smith        | Matchless          | Ret       |      |
| Ret     | Billie Nelson     | Norton             | Ret       |      |
| Ret     | Joe Dunphy        | Norton             | Ret       |      |
| Ret     | Tony Rutter       | Norton             | Ret       |      |
| Fuente: |                   |                    |           |      |

## Resultados Junior 350cc
El comienzo de Mike Hailwood en el Junior TT fue notable. Pero en Ballacraine, después de conducir durante 13 km, Giacomo Agostini ya lo había adelantado. En el camino a Ballacraine, el Honda RC 173 de Hailwood sonó muy mal y se paró en Bishopscourt. Honda no había usado al joven Stuart Graham en el 350cc Junior TT, Jim Redman se había detenido y esa era la amenaza de Honda. Como resultado, las marcas británicas pudieron volver a subir al podio: Peter Williams quedó segundo con un AJS 7R y Chris Conn con un Norton 40M tercero.
| Pos. | Piloto            | Moto      | Tiempo    | Pts. |
| ---- | ----------------- | --------- | --------- | ---- |
| 1    | Giacomo Agostini  | MV Agusta | 2:14"40'4 | 8    |
| 2    | Peter Williams    | AJS       | 2:24"46'6 | 6    |
| 3    | Chris Conn        | Norton    | 2:26"45'4 | 4    |
| 4    | Jack Ahearn       | Norton    | 2:26"49'8 | 3    |
| 5    | František Boček   | Jawa-ČZ   | 2:26"56'4 | 2    |
| 6    | John Blanchard    | AJS       | 2:27"14'2 | 1    |
| 7    | Griff Jenkins     | Norton    | 2:27"19'0 |      |
| 8    | Dave Simmonds     | Honda     | 2:27"20'2 |      |
| 9    | František Šťastný | Jawa-ČZ   | 2:28"51'4 |      |
| 10   | Bill Smith        | AJS       | 2:29"50'2 |      |
| 11   | Dennis Gallagher  | AJS       | 2:29"53'0 |      |
| 12   | George Fogarty    | AJS       | 2:31"41'8 |      |
| 13   | Derek Lee         | AJS       | 2:32"00'6 |      |
| 14   | Billie Nelson     | Norton    | 2:32"02'8 |      |
| 15   | Selwyn Griffiths  | AJS       | 2:32"34'8 |      |
| 16   | Peter Darvill     | Norton    | 2:32"59'0 |      |
| 17   | Norman Price      | Norton    | 2:33"22'4 |      |
| 18   | G. Barnacle       | AJS       | 2:33"23'0 |      |
| 19   | Ron Chandler      | AJS       | 2:33"25'2 |      |
| 20   | Vincent Duckett   | AJS       | 2:33"41'2 |      |
| 26   | Tony Rutter       | Norton    | 2:36"32'8 |      |
| DNS  | Tarquinio Provini | Benelli   | DNS       |      |
| Ret  | Malcolm Stanton   | Norton    | Ret       |      |
| Ret  | Kel Carruthers    | Norton    | Ret       |      |
| Ret  | Gustav Havel      | Jawa      | Ret       |      |
| Ret  | Heinz Rosner      | MZ        | Ret       |      |
| Ret  | Joe Dunphy        | Norton    | Ret       |      |
| Ret  | Mike Hailwood     | Honda     | Ret       |      |
| Ret  | Alberto Pagani    | Aermacchi | Ret       |      |

## Resultados Lightweight 250cc
Hasta 90 participantes comenzaron en Lightweight 250 cc TT. Estaba claro que Mike Hailwood y Stuart Graham eran los favoritos, pero Hailwood rompió los récords de vueltas existentes en la primera vuelta e incluso permaneció solo 3.4 km / h por debajo del récord existente de 500cc. Después de la primera vuelta, Phil Read ya estaba detrás de Hailwood a 40 segundos, pero se retiró en Ginger Hall en la segunda vuelta. Bill Ivy podría dificultar la segunda posición a Stuart Graham, pero también se retiró. Graham fue así segundo detrás de Hailwood y para deleite del público británico, Peter Inchley ocupó el tercer lugar con un Villiers-Special con cuadro de Bultaco.
| Pos. | Piloto              | Moto             | Tiempo    | Pts. |
| ---- | ------------------- | ---------------- | --------- | ---- |
| 1    | Mike Hailwood       | Honda            | 2:13"26'0 | 8    |
| 2    | Stuart Graham       | Honda            | 2:19"20'0 | 6    |
| 3    | Peter Inchley       | Bultaco-Villiers | 2:28"34'4 | 4    |
| 4    | František Šťastný   | Jawa             | 2:31"09'9 | 3    |
| 5    | Jack Findlay        | Bultaco          | 2:32"56'2 | 2    |
| 6    | Bill Smith          | Bultaco          | 2:35"01'4 | 1    |
| 7    | Terry Grotefeld     | Padgett-Yamaha   | 2:36"30'6 |      |
| 8    | Rex Butcher         | Aermacchi        | 2:37"14'2 |      |
| 9    | George Plenderleith | Honda            | 2:37"21'6 |      |
| 10   | Brian Richards      | Bultaco          | 2:37"24'8 |      |
| 11   | Gordon Keith        | Aermacchi        | 2:38"45'6 |      |
| 12   | Barry Smith         | Suzuki           | 2:43"54'8 |      |
| 13   | Albert Moule        | Aermacchi        | 2:44"01'0 |      |
| 14   | Jim Curry           | Honda            | 2:44"46'4 |      |
| 15   | Paul Conran         | Bultaco          | 2:54"05'0 |      |
| 16   | A. Dyde             | Royal Enfield    | 2:57"17'0 |      |
| Ret  | Kevin Cass          | Bultaco          | Ret       |      |
| Ret  | Len Atlee           | Cotton           | Ret       |      |
| Ret  | Mike Duff           | Yamaha           | Ret       |      |
| Ret  | Heinz Rosner        | MZ               | Ret       |      |
| Ret  | Bill Ivy            | Yamaha           | Ret       |      |
| Ret  | Phil Read           | Yamaha           | Ret       |      |
| Ret  | Tommy Robb          | Bultaco          | Ret       |      |
| Ret  | Tarquinio Provini   | Benelli          | Ret       |      |
| Ret  | Alberto Pagani      | Aermacchi        | Ret       |      |

## Lightweight 125 cc TT
El Lightweight 125 cc TT tuvo que retrasarse unas horas debido a la niebla muy espesa. Aunque el título mundial ya se había decidido, las expectativas eran altas. Suzuki, que había logrado solo un lugar en el podio (Yoshimi Katayama en Sachsenring) tuvo el tiempo de entrenamiento más rápido gracias a Hugh Anderson que con el RT 66 había logrado un nuevo récord. Además, Yamaha reutilizó su nueva RA 31 de cuatro cilindros y Honda, por supuesto, el motor de cinco cilindros RC 149. Bill Ivy acababa de ser declarado apto y ganó la carrera tomando la delantera de principio a fin. Phil Read terminó medio minuto detrás de él y Anderson terminó tercero. Honda en realidad cayó por el hielo. El más rápido fue Mike Hailwood, que tuvo un mal comienzo pero siguió yendo muy rápido. Más tarde, redujo su ritmo, pero aún era mucho más rápido que sus compañeros de equipo Ralph Bryans y Luigi Taveri.
En la primera vuelta de la carrera, Toshio Fujii se estrelló contra una cerca en la esquina de Ramsey y murió al instante.
| Pos. | Corredor            | Moto     | Tiempo    | Pts. |
| ---- | ------------------- | -------- | --------- | ---- |
| 1    | Bill Ivy            | Yamaha   | 1:09"32'8 | 8    |
| 2    | Phil Read           | Yamaha   | 1:10"03'2 | 6    |
| 3    | Hugh Anderson       | Suzuki   | 1:10"09'2 | 4    |
| 4    | Mike Duff           | Yamaha   | 1:11"11'2 | 3    |
| 5    | Frank Perris        | Suzuki   | 1:11"24'0 | 2    |
| 6    | Mike Hailwood       | Honda    | 1:11"26'6 | 1    |
| 7    | Ralph Bryans        | Honda    | 1:16"53'6 |      |
| 8    | Luigi Taveri        | Honda    | 1:18"16'8 |      |
| 9    | Jim Curry           | Honda    | 1:19"57'8 |      |
| 10   | Kevin Cass          | Bultaco  | 1:20"03'4 |      |
| 11   | Dave Simmonds       | Tohatsu  | 1:20"07'6 |      |
| 12   | Kel Carruthers      | Honda    | 1:21"21'0 |      |
| 13   | Gary Dickinson      | Honda    | 1:21"51'6 |      |
| 14   | Fred Stevens        | Honda    | 1:22"37'6 |      |
| 15   | Brian Richards      | Honda    | 1:22"59'4 |      |
| 16   | George Plenderleith | Honda    | 1:23"01'8 |      |
| 17   | Steve Murray        | Honda    | 1:23"40'4 |      |
| 18   | Bill Smith          | Honda    | 1:24"32'8 |      |
| 19   | Terry Grotefeld     | Honda    | 1:25"22'2 |      |
| 20   | Les Iles            | Bultaco  | 1:25"30'8 |      |
| 33   | Barry Smith         | Honda    |           |      |
| Ret  | Jack Findlay        | Bultaco  | Ret       |      |
| Ret  | Toshio Fujii        | Kawasaki | Ret (†)   |      |
| Ret  | Tommy Robb          | Yamaha   | Ret       |      |

## 50 cc TT
El interés en 50cc seguía en decadencia en Man e incluso se escucharon voces para dejar de celebrarse (con menos de 25 participantes permitidos). Al final aparecieron 29 titulares, pero tuvieron que conformarse con un inicio masivo. La 50 cc TT era en realidad una carrera aburrida. Los cuatro primeros terminaron bien separados. Ralph Bryans y Luigi Taveri fueron los más rápidos con sus Honda RC 116, pero aún quedaron 51 segundos entre ellos. Hugh Anderson terminó con su Suzuki RK 66 casi 2 y medio detrás del ganador, pero 1 minuto y 10 segundos pro delante de su compañero de equipo Ernst Degner. Bryan Gleed y Dave Simmonds tenían las viejas RC 111 y se convirtieron en quinto y sexto, respectivamente. ¡20 y 22 minutos completos detrás Ralph Bryans!

| Pos. | Corredor             | Moto        | Tiempo    | Pts. |
| ---- | -------------------- | ----------- | --------- | ---- |
| 1    | Ralph Bryans         | Honda       | 1:19"17'2 | 8    |
| 2    | Luigi Taveri         | Honda       | 1:20"08'4 | 6    |
| 3    | Hugh Anderson        | Suzuki      | 1:21"41'0 | 4    |
| 4    | Ernst Degner         | Suzuki      | 1:22"52'2 | 3    |
| 5    | Brian Gleed          | Honda       | 1:39"31'6 | 2    |
| 6    | Dave Simmonds        | Honda       | 1:41"50'0 | 1    |
| 7    | Les Griffiths        | Honda       | 1:44"28'6 |      |
| 8    | Jim Pink             | Honda       | 1:44"29'0 |      |
| 9    | Martin Allen         | Honda       | 1:45"20'4 |      |
| 10   | Brian Kettle         | Honda       | 1:45"33'6 |      |
| 11   | Tommy Robb           | Suzuki      | 1:46"59'2 |      |
| 12   | Allan Robinson       | Honda       | 1:48"20'4 |      |
| 13   | Stan Lawley          | Honda       | 1:51"58'2 |      |
| Ret  | Barry Smith          | Derbi       | Ret       |      |
| Ret  | Jack Findlay         | Bridgestone | Ret       |      |
| Ret  | Hans-Georg Anscheidt | Suzuki      | Ret       |      |
| Ret  | Oswald Dittrich      | Kreidler    | Ret       |      |
| Ret  | Chris Vincent        | Suzuki      | Ret       |      |
| Ret  | Mike Simmonds        | Tohatsu     | Ret       |      |
| Ret  | Isao Morishita       | Bridgestone | Ret       |      |
| Ret  | Mitsuo Itoh          | Suzuki      | Ret       |      |
| Ret  | José María Busquets  | Derbi       | Ret       |      |
| Ret  | Yoshimi Katayama     | Suzuki      | Ret       |      |